# Sojuz 8
Sojuz 8 è stata una missione della navicella spaziale sovietica Sojuz dell'ottobre 1969. Si trattò del settimo volo equipaggiato di questa capsula nonché del sedicesimo volo nell'ambito del programma Sojuz sovietico.

## Equipaggio
- Vladimir Aleksandrovič Šatalov (secondo volo) comandante
- Aleksej Stanislavovič Eliseev (secondo volo) ingegnere di bordo

Šatalov e Eliseev avevano assunto precedenti esperienze con la manovra orbitale rendezvous e di aggancio durante le missioni Sojuz 4 e Sojuz 5. Furono i primi cosmonauti ad essere nominati per una seconda missione nell'ambito del programma Sojuz.

### Equipaggio di riserva
- Andrijan Grigor'evič Nikolaev
- Vitalij Ivanovič Sevast'janov

## Missione
Sojuz 8 fu una parte della missione eseguita contemporaneamente alle missioni Sojuz 6 e Sojuz 7. Tutte le tre navicelle spaziali sovietiche si trovavano nello spazio allo stesso momento portando in orbita contemporaneamente sette cosmonauti. La Sojuz 8 doveva assumere il ruolo passivo nella manovra di aggancio con la Sojuz 7, mentre l'equipaggio della Sojuz 6 registrava le immagini fotografiche di questa manovra. I sistemi e gli strumenti per la manovra rendezvous di tutte le tre navicelle non funzionarono a perfezione ed incontrarono diversi problemi e pertanto la manovra non poté essere eseguita.
Fonti sovietiche dichiararono successivamente, che non fu previsto l'aggancio tra le due navicelle spaziali, però tali dichiarazioni vengono considerate come poco attendibili, dato che tutte le tre capsule spaziali lanciate nello spazio erano dotate degli appositi adattatori per la manovra di aggancio. Inoltre l'equipaggio della Sojuz 8 era composto da cosmonauti che potevano dimostrare precedenti esperienze con la manovra di aggancio. Questa missione congiunta fu l'ultima di una serie per testare l'equipaggiamento per un allunaggio. A quanto pare, l'insuccesso di questa missione ha contribuito in una maniera abbastanza decisiva per porre fine ai programmi lunari sovietici, anche se la motivazione principale rimane senz'altro il fatto che gli Stati Uniti d'America avevano anticipato l'Unione Sovietica in questa corsa verso la Luna. Infatti al tempo del lancio di questa missione, gli americani erano già allunati con l'Apollo 11 portando Neil Armstrong e Edwin Aldrin a camminare sul satellite terrestre. L'Apollo 12, che porterà Pete Conrad e Alan Bean sulla Luna, verrà lanciata a meno di un mese dall'atterraggio di questa missione (per la precisione il 14 novembre 1969).
Pare che il nomignolo per il contatto via radio Гранит - Granit (granito) di questa missione sia stato preso da una manovra militare di difesa dell'addestramento militare sovietico. Infatti, come per la Sojuz 5, la stessa doveva assumere la parte passiva nella manovra di aggancio, mentre la parte attiva era stata denominata con un'espressione del gergo militare sovietico per una manovra d'attacco (Буран - Buran - tempesta di neve). Un'ulteriore curiosità collegata con il nomignolo infine è il fatto che lo stesso inizia con la quarta lettera dell'alfabeto cirillico russo. Infatti ciò pare molto illogico, dato che il nomignolo della Sojuz 6 (Антея - Anteja) iniziava con la prima lettera di questo alfabeto ed il nomignolo della Sojuz 7 (Буран - Buran) con la seconda lettera dell'alfabeto cirillico. Il gergo militare aveva prevalso sulla serie.